# Ich habe niemals Angst!
Ich habe niemals Angst! (Niederländisch: Ik ben echt niet bang!, Englisch: I’m Never Afraid!, Alternative Titel: Angst kenne ich nicht.) ist ein 2010 preisgekrönter, niederländischer Dokumentarfilm-Regisseur Willem Baptist über Mack Bouwense, einem achtjährigen Motocross-Fahrer, der ein gespiegeltes Herz hat (Dextrokardie).
Der Film hatte seine Premiere auf dem International Documentary Film Festival Amsterdam und wurde auf mehr als 90 Filmfestivals weltweit gezeigt. Er gewann mehrere internationale Auszeichnungen, darunter einen Golden Gate Award beim San Francisco International Film Festival, den Documentary Short Grand Jury Prize beim Atlanta Film Festival und ein Kinderkast Jury award Non-Fiction beim Cinekid-Festival. Im Jahr 2011 wurde der Dokumentarfilm für einen Preis als bestes Kinderprogramm vom niederländischen Institut für Bild und Ton nominiert. In einem Interview während des internationalen Kinderfilmfestivals Lucas in Frankfurt erklärt der Regisseur, dass der Film auf seiner eigenen Kindheit basiert.
Ich habe niemals Angst! wurde in den Niederlanden von VPRO am 20. November 2010 ausgestrahlt. In den deutschsprachigen Ländern wurde der Film von Arte unter dem Titel Kleine große Helden – Angst kenne ich nicht ausgestrahlt und in Französisch sprechenden Ländern als "Même pas peur".